# Ellington Lee Ratliff
Ellington Lee Ratliff (Los Angeles, 14 de abril de 1993) é ator, músico e dançarino americano. Ellington, mais conhecido como Ratliff, foi o baterista da banda R5, junto aos irmãos da família Lynch: Riker Lynch, Rocky Lynch, Ross Lynch e sua ex-namorada  Rydel Lynch.

## Filmografia
| Ano  | Título                     | Papel       | Notas                                                                                  |
| ---- | -------------------------- | ----------- | -------------------------------------------------------------------------------------- |
| 2009 | So You Think You Can Dance | Ele mesmo   | (Episódio 11)                                                                          |
| 2009 | Eastwick                   | Allan       | "Mooning and Crooning" (Temporada 1, Episódio 5)                                       |
| 2010 | Victorious                 | Evan        | "Pilot" (Temporada 1, Episódio 1)                                                      |
| 2011 | Raising Hope               | Filho       | "It's a Hopeful Life" (Temporada 2, Episódio 10)                                       |
| 2013 | Red Scare                  | Huey Miller | "The Nuclear Club" (Temporada 1, Episódio 1) "Brinksmanship" (Temporada 1, Episódio 4) |

| Ano  | Título          | Papel           |
| ---- | --------------- | --------------- |
| 2001 | All You Need    | Robbie Crenshaw |
| 2012 | My Uncle Rafael | Fotografo       |

## Discografia
EP
- 2010: Ready Set Rock
- 2013: Loud
- 2014: Heart Made Up On You
- 2017: New Addictions

Álbuns de estúdio
- 2013: Louder
- 2015: Sometime Last Night